# 1370 هـ
1370 هـ هي سنة في التقويم الهجري امتدت مقابلةً في التقويم الميلادي بين سنتي 1950 و1951.

## مواليد
- حسين الراضي
- عادل السعدون
- محمد بن مطر الزهراني
- أحمد عبد القادر الترمانيني
- بهاء الدين محمد الندوي
- زها حديد
- سعيد بن زعير
- عمر الراجحي
- عبد الكريم بكار
- عبد الله الزيد (شخصية)
- عدنان عبد البديع اليافي
- فهد بن سلطان بن عبد العزيز آل سعود

## وفيات
- إبراهيم الآلوسي
- الطيب بن خضراء
- جعفر النقدي
- سليمان فيضي
- صالح الشرنوبي
- عبد الحسين نور الدين
- عبد الظاهر أبو السمح
- عبد الله الأول بن الحسين
- فاضل الصيدلي
- محمد العبسي الأزهري اليماني
- محمد تقي بهار
- ندرة حداد
- يوسف غنيمة
- أبو جبل الحبسي
- عبد الحميد الجابري
- فكري ياسين
- 25 رجب - منصور بن عبد العزيز آل سعود وزيراً للدفاع ومفتشاً عاماً للجيش سابقاً.